# 한국 요리 목록
이 문서는 한국 요리의 목록이다.

## 유형에 따른 한국 음식의 분류

### 궁중 음식
- 구절판 - 둘레의 여덟 칸에 각각 여덟 가지 음식을 담고, 가운데 둥근 칸에는 밀전병을 담아 둘레의 음식을 골고루 조금씩 집어 밀전병에 싸서 먹는 음식이다. 궁실이나 반가에서 특별한 날에 먹었던 음식이다.
- 신선로 - 신선로라는 탕기에 끓여먹는다 하여 신선로라는 이름이 붙여졌다. 이 탕기는 가운데 화통이 달려 있어 숯을 넣도록 되어 있고, 쇠고기와 숭어, 민어, 전복, 해삼 등과 같은 해산물에 무, 미나리, 은행, 버섯 등의 채소 등을 둘러서 국물을 부어 즉석에서 끓여먹는다. 들어가는 재료에 따라서 해물신선로, 면신선로라 불리기도 하며, 다양한 재료가 필요하고 조리에도 시간과 정성이 들어가 고급스럽고 화려한 음식이다.

### 구이

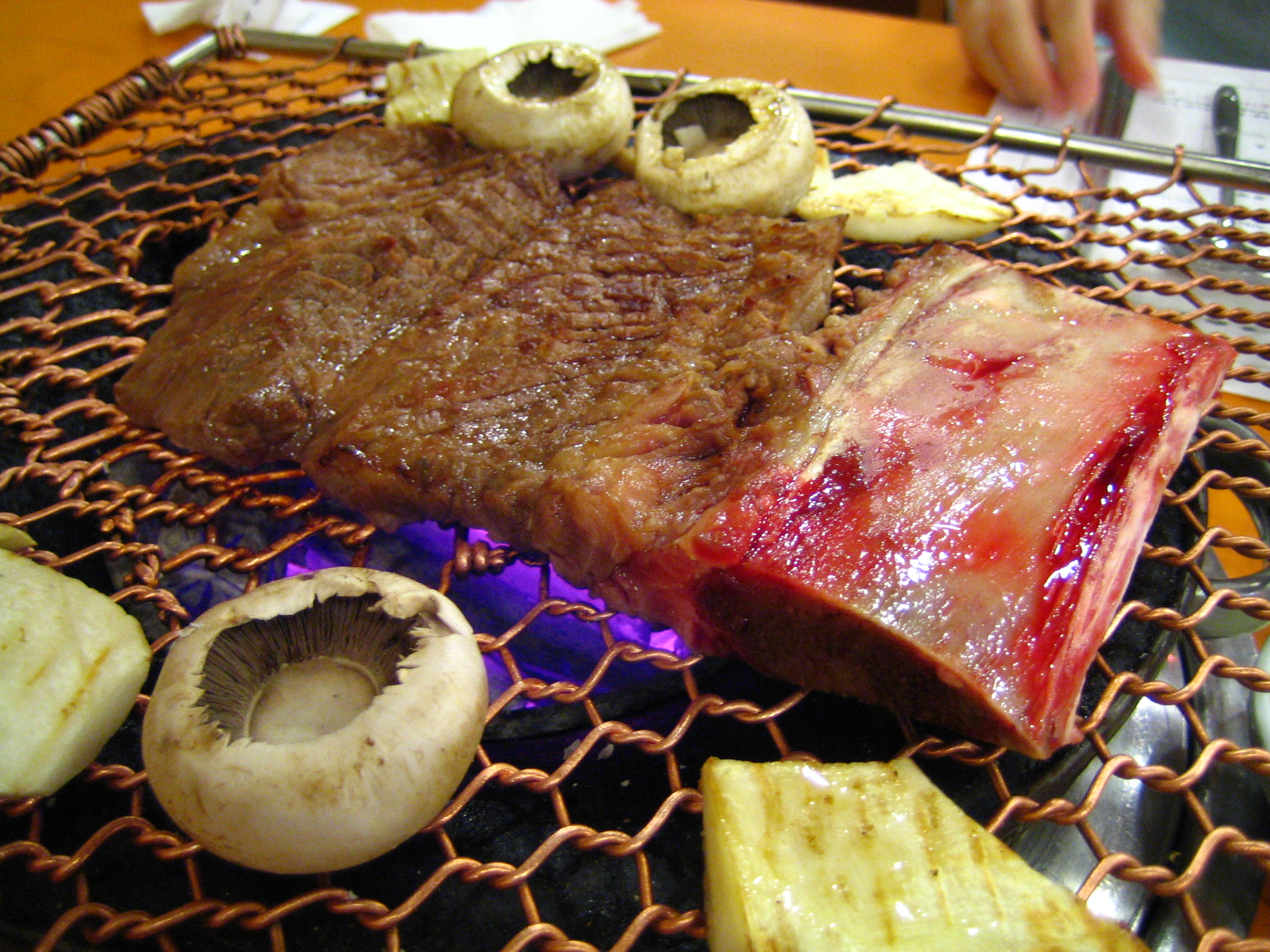
갈비

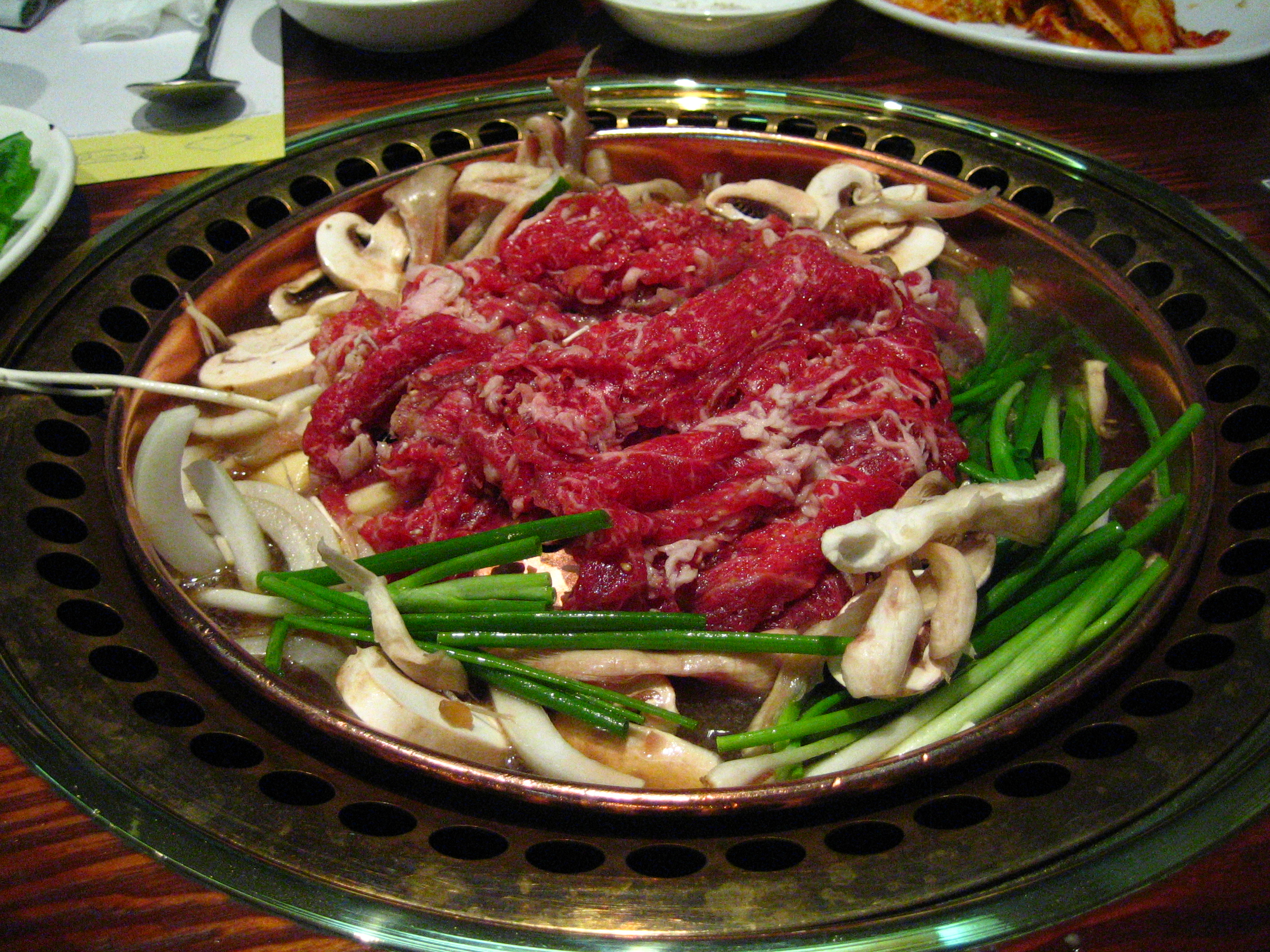
불고기, 한국의 구이 음식의 일종

- 불고기 - 간장, 참기름, 마늘, 설탕, 파, 후추에 절인 얇게 썬 쇠고기를 구워서 조리하는 음식이다. 재료에 따라, 돼지 불고기, 닭 불고기 또는 오징어 불고기 등의 변형이 가능하다.
- 갈비 - 돼지나 소의 갈비를 갖은 양념에 절여 구워낸 음식이다. 일반적으로 고기는 불고기보다 두껍게 썰어 낸다.
- 닭갈비 - 양념에 절인 닭고기를 고추장 양념에 볶아 내는 음식으로, 양배추, 고구마, 양파, 떡 등과 함께 볶는다.[1]
- 삼겹살 구이 - 돼지 삼겹살을 구워 내는 음식이다. 일반적으로 불판에 김치, 마늘, 양파 등을 같이 놓고 구워낸다. 상추에 싸서 먹기도 하며, 기호에 따라 참기름이나 소금, 쌈장 등을 겯들인다.
- 곱창구이 - 돼지 또는 소의 곱창을 구워내는 음식이다. 마늘, 고추, 파 등을 다져서 넣은 된장을 같이 낸다.
- 막창구이 - 양념에 절인 막창을 구워내는 음식이다. 곱창구이와 비슷하지만, 막창을 굽는다는 점만 다르다. 대구 및 경상도 지역에서 매우 인기 있는 음식이다.
- 생선 구이
- 조개 구이
- 석화 구이
- 더덕 구이
- 버섯 구이
- 구운 김 - 마른 김을 구워 낸다.

### 찜
- 갈비찜 - 양념에 절인 소갈비와 감자, 당근 등의 야채를 간장으로 만드는 양념에 쪄내는 음식이다.
- 안동찜닭 - 닭고기와 야채, 당면 등을 간장으로 만드는 양념에 쪄내는 음식이다.
- 아귀찜 - 아귀와 미더덕, 콩나물과 같은 부재료를 넣고 쪄내는 음식이다.
- 전복찜 - 전복을 쪄내는 음식으로, 간장과 청주로 만든 양념을 쓰기도 한다.
- 계란찜 - 계란을 쪄내는 음식으로, 때로는 날치알 등을 곁들인다.

### 전
- 호박전 - 애호박에 밀가루와 달걀물을 뭍힌 다음, 기름에 두른 번철이나 프라이팬에 지져서 만드는 음식이다.
- 두부전 - 두부, 고기, 야채를 갈아서 전으로 만들어 내는 요리이다.
- 김치전 - 김치를 사용해 전을 만드는 음식이다.

### 선
- 오이선 - 오이를 재료로 한 선 요리이다.

### 회
- 산낙지 - 살아 있는 낙지를 여러 덩어리로 잘게 잘라 깨와 참기름으로 살짝 양념에 곁들여 먹는 음식이다.
- 육회 - 채를 친 쇠고기를 익히지 않고, 갖은 양념으로 버무려 먹는 음식이다. 유사한 외국 음식으로는 타르타르 스테이크가 있다.
- 숙회 - 생선이나, 오징어, 문어 등을 살짝 삶아 만든 음식이다.
- 강회 - 해산물이나 당근, 계란 등을 삶아낸 파, 부추 등으로 말아서 만든 음식이다.

## 같이 보기
- 한국 요리